# 裴芬之
裴芬之（？—？），字文馥，河东郡闻喜县（今山西省运城市闻喜县）人，出自河东裴氏定著五房之一的南来吴裴，南齐辅国将军、南兗州刺史裴叔业之子，南齐、北魏官员。

## 生平
裴芬之是忠厚长者，乐善好施，笃爱各个兄弟，在南齐官至羽林监。永元元年（499年），裴叔业担心受到萧宝卷的猜忌，向雍州刺史萧衍询问计策，萧衍建议裴叔业将家眷送回建康充当人质，自然没有祸患。裴叔业犹豫不决，就将裴芬之等人送回京城充当人质。永元二年（500年），建康城中传闻裴叔业还是要反叛的人络绎不绝，裴芬之更加害怕，逃到寿春，裴叔业派遣裴芬之和韦伯昕作为人质，上表归附北魏。归附北魏后，裴芬之因为父亲的功勋出任通直散骑常侍，封上蔡县开国伯，食邑七百户。朝廷又任命裴芬之出任广平国内史，裴芬之坚决推辞不接受，转任辅国将军、东秦州刺史，在东秦州有清净淡泊的声誉。裴芬之入朝出任征虏将军、太中大夫，改封山茌县伯，外任后将军、岐州刺史。正光五年（524年），元志率军西进讨伐陇地的贼寇，军队战败退守岐州，莫折天生的军队于是攻打岐州州城。裴芬之怀疑城中的人与莫折念生的人暗中勾结，将要把他们全部放出城，元志不听从。岐州城中的人果然打开城门招引莫折天生的部众，十一月戊申（524年12月12日），岐州被攻陷，元志和裴芬之被锁住送到上邽交给莫折念生，两人都被杀死。朝廷赠予裴芬之平东将军、青州刺史。

## 家庭

### 兄弟姐妹
- 裴蒨之，南齐随郡王左常侍
- 裴簡之，早卒
- 裴英之，早卒
- 裴蔼之，北魏平东将军、汝阳郡太守

### 子女
- 裴涉，北魏山茌县伯